# Кировск (Мурманская область)
Ки́ровск (в 1931—1934 годах — Хибиного́рск) — город в Мурманской области России, у горного массива Айкуайвенчорр
Население — 24 271 чел. (2023).
Административный центр муниципального округа город Кировск.

## География
Город расположен на Кольском полуострове в 205 км к югу от Мурманска, севернее Полярного круга, на южной окраине горного массива Хибины, на берегах озера Большой Вудъявр и реки Белая в долине Умптек.
Город включает отдельно расположенный микрорайон Кукисвумчорр, находящийся у южного подножия горы Кукисвумчорр.

## История
В 1921—1923 годах в результате геологических изысканий под руководством академика А. Е. Ферсмана в Хибинах открыты богатые залежи апатито-нефелиновых руд, разработка которых началась в 1929 году трестом «Апатит».

### Хибиногорск
Одновременно со строительством рудника и обогатительной фабрики возводился город. Строительство «рабочего посёлка Хибиногорск» началось летом 1929 года, 30 октября 1931 года он получил статус города окружного подчинения. Участником проектирования Хибиногорска был архитектор К. И. Розенштейн. При возведении поселка использовался труд крестьян, высланных со своих мест с целью ликвидации кулачества.

### Кировск
15 декабря 1934 года постановлением ЦИК СССР Хибиногорск был переименован в Кировск в память о С. М. Кирове, убитом 1 декабря 1934 года. Киров, будучи первым секретарём Ленинградского областного комитета ВКП (б), дважды (в январе 1930 и в июне 1932) посещал город в ходе поездок по Мурманскому округу, бывшему в составе Ленинградской области. Он же направил руководить трестом «Апатит» и апатитовой отраслью своего ставленника В. И. Кондрикова.
В 1935—1954 годах Кировск был центром Кировского района, до этого входил в состав Ленинградской области.
5 декабря 1935 года на микрорайон Кукисвумчорр со склонов горы Юкспорр одна за другой сошли две лавины. Погибло 89 человек.
Кировск — место создания первой в СССР противолавинной службы. Снег и лёд здесь изучал профессор П. Н. Чирвинский.
6 мая 1954 года Кировск получил статус города областного подчинения. 26 июня 1958 года к нему был присоединён рабочий посёлок Кукисвумчорр.
В 2005 году в городе основан Хибиногорский женский монастырь.
Распоряжением Правительства РФ от 29 июля 2014 года № 1398-р «Об утверждении перечня моногородов» муниципальное образование включено в категорию «Монопрофильные муниципальные образования Российской Федерации (моногорода) с наиболее сложным социально-экономическим положением».
В 2016 году с горы Юкспорр возле микрорайона Кукисвумчорр сошла лавина, в которой погибло трое человек.

## Население
| \| 1937 \| 1939[13] \| 1959[14] \| 1967[15] \| 1970[16] \| 1979[17] \| 1989[18] \| 1992[15] \| 1996[15] \| 1998[15] \| \| -------- \| -------- \| -------- \| -------- \| -------- \| -------- \| -------- \| -------- \| -------- \| -------- \| \| 22 042 \| ↗22 542 \| ↗39 047 \| ↗46 000 \| ↘38 484 \| ↗40 521 \| ↗43 526 \| ↘42 900 \| ↘36 600 \| ↘35 400 \| \| 2000[15] \| 2001[15] \| 2002[19] \| 2003[15] \| 2005[15] \| 2006[15] \| 2007[15] \| 2008[15] \| 2009[20] \| 2010[21] \| \| ↘34 700 \| ↘34 500 \| ↘31 593 \| ↗31 600 \| ↘31 000 \| ↘30 900 \| ↘30 600 \| ↘30 500 \| ↘30 151 \| ↘28 625 \| \| 2011[22] \| 2012[23] \| 2013[24] \| 2014[25] \| 2015[26] \| 2016[27] \| 2017[28] \| 2018[29] \| 2019[30] \| 2020[31] \| \| ↘28 590 \| ↘28 257 \| ↘28 074 \| ↘27 686 \| ↘27 250 \| ↘26 971 \| ↘26 687 \| ↘26 581 \| ↘26 206 \| ↘26 020 \| \| 2021[32] \| 2023[1] \| \| \| \| \| \| \| \| \| \| ↘24 857 \| ↘24 271 \| \| \| \| \| \| \| \| \| 10 000 20 000 30 000 40 000 50 000 1939 1989 2001 2007 2012 2017 2023 |         |         |         |         |         |         |         |         |         |
| 1937 | 1939    | 1959    | 1967    | 1970    | 1979    | 1989    | 1992    | 1996    | 1998    |
| 22 042 | ↗22 542 | ↗39 047 | ↗46 000 | ↘38 484 | ↗40 521 | ↗43 526 | ↘42 900 | ↘36 600 | ↘35 400 |
| 2000 | 2001    | 2002    | 2003    | 2005    | 2006    | 2007    | 2008    | 2009    | 2010    |
| ↘34 700 | ↘34 500 | ↘31 593 | ↗31 600 | ↘31 000 | ↘30 900 | ↘30 600 | ↘30 500 | ↘30 151 | ↘28 625 |
| 2011 | 2012    | 2013    | 2014    | 2015    | 2016    | 2017    | 2018    | 2019    | 2020    |
| ↘28 590 | ↘28 257 | ↘28 074 | ↘27 686 | ↘27 250 | ↘26 971 | ↘26 687 | ↘26 581 | ↘26 206 | ↘26 020 |
| 2021 | 2023    |         |         |         |         |         |         |         |         |
| ↘24 857 | ↘24 271 |         |         |         |         |         |         |         |         |

На 1 января 2025 года по численности населения город находился на 584-м месте из 1124 городов Российской Федерации.
Численность населения, проживающего на территории населённого пункта, по данным Всероссийской переписи населения 2010 года составляет 28625 человек, из них 12968 мужчин (45,3 %) и 15657 женщин (54,7 %).
Национальный состав
По итогам переписи населения 2020 года проживали следующие национальности (национальности менее 0,1 % и другое, см. в сноске к строке «Другие»):
| Национальность | Численность, чел. | Доля     |
| -------------- | ----------------- | -------- |
| Русские        | 17 476            | 70,31 %  |
| Украинцы       | 390               | 1,57 %   |
| Белорусы       | 226               | 0,91 %   |
| Татары         | 88                | 0,35 %   |
| Башкиры        | 68                | 0,27 %   |
| Азербайджанцы  | 63                | 0,25 %   |
| Карелы         | 32                | 0,13 %   |
| Другие         | 6514              | 26,21 %  |
| Итого          | 24 857            | 100,00 % |

## Экономика

Кировск. Центр города

Крупнейшее предприятие Кировска — КФ АО «Апатит», входящее в состав компании «ФосАгро».
В состав этого предприятия входят: 3 рудника, на которых добыча руды ведётся как открытым, так и подземным способом, 2 апатитонефелиновые обогатительные фабрики. Ранее фабрик было три, но самая первая апатитонефелиновая фабрика, построенная в начале 1930-х годов, была закрыта в 1992 году.
Помимо АО «Апатит», в Кировске функционируют предприятия пищевой промышленности (производство кондитерских изделий и безалкогольных напитков) .
Развивается туристический сектор экономики — горнолыжный туризм, гостиничный бизнес, сдача в аренду квартир горнолыжникам, организация экстремальных туров и изготовление сувенирной продукции.

## Транспорт
Действуют автобусные маршруты городские и пригородные № 1, 104, 108; межмуниципальные маршруты № 102, 128, 130, 131; междугородный № 209, обслуживаемые Автоколонной № 1378, филиалом Мурманскавтотранс в городе Апатиты. До 2011 года городские и пригородные маршруты обслуживало Кировское АТП.
Имеется недействующая железнодорожная станция Кировск-Мурманский на ветке от города Апатиты.

## Образование, культура

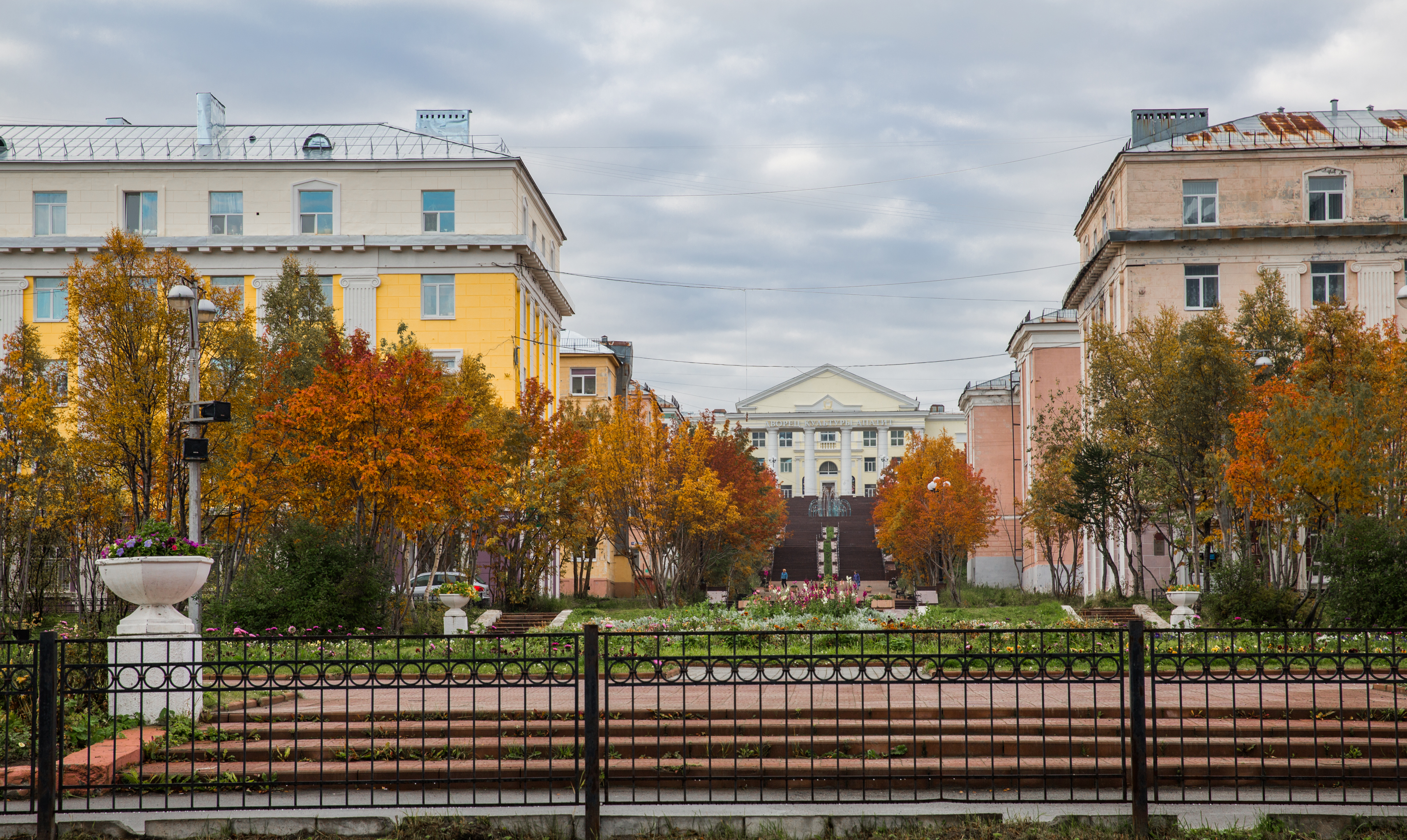
Дворец культуры Апатит

В городе работают школы № 2, 5, 7, 13 («Хибинская гимназия»), а также филиал Мурманского арктического государственного университета в г. Кировске, который был открыт на основе Хибинского технического колледжа (с 2016 года).
В городе имеется несколько музеев: корпоративный Музейно-выставочный центр Кировского филиала АО «Апатит» (в прошлом горно-геологический музей), историко-краеведческий музей и библиотека-музей Венедикта Ерофеева.
В Кировске работает часть Полярно-альпийского ботанического сада-института (ПАБСИ) (другая часть в Апатитах) Кольского научного центра РАН. ПАБСИ является самым северным (67° 38' с. ш.) ботаническим садом в России, и одним из трёх ботанических садов мира, расположенных за полярным кругом; в его коллекции — 2,5 тыс. растений со всех континентов.
Недалеко от города расположена учебно-научная база Географического факультета МГУ (бывшая Хибинская учебно-научная база), на которой проходят практику студенты географического факультета.
Ежегодно (с 2008 года) у подножия Хибинских гор вблизи Кировска возводится «Снежная деревня» — уникальный комплекс сооружений из снега и льда определённой тематики, который создают художники-оформители и скульпторы из различных регионов России. «Снежная деревня» с олимпийской тематикой площадью 2,014 тысячи квадратных метров в 2012 году вошла в «Книгу рекордов России» как самое большое по площади закрытое целевое сооружение из снега.
Ежегодно на территории экскурсионно-туристического центра «Снежная деревня» проводится международный фестиваль снежных фигур «Снеголёд», попавший в топ-200 лучших мероприятий России на 2019 год.

## Достопримечательности

### Архитектурные здания, сооружения
- Церковь Спаса Нерукотворного Образа — первая каменная церковь города, построенная в 2004 году при въезде в Кировск — на том самом месте, где в 1920-х годах стояли палатки первых поселенцев, прибывших со всей страны на строительство комбината «Апатит». Пятикупольный храм с колокольней выполнен в русском стиле на средства прихожан и администрации горнообогатительного комбината «Апатит»[43].

### Памятники, скульптуры

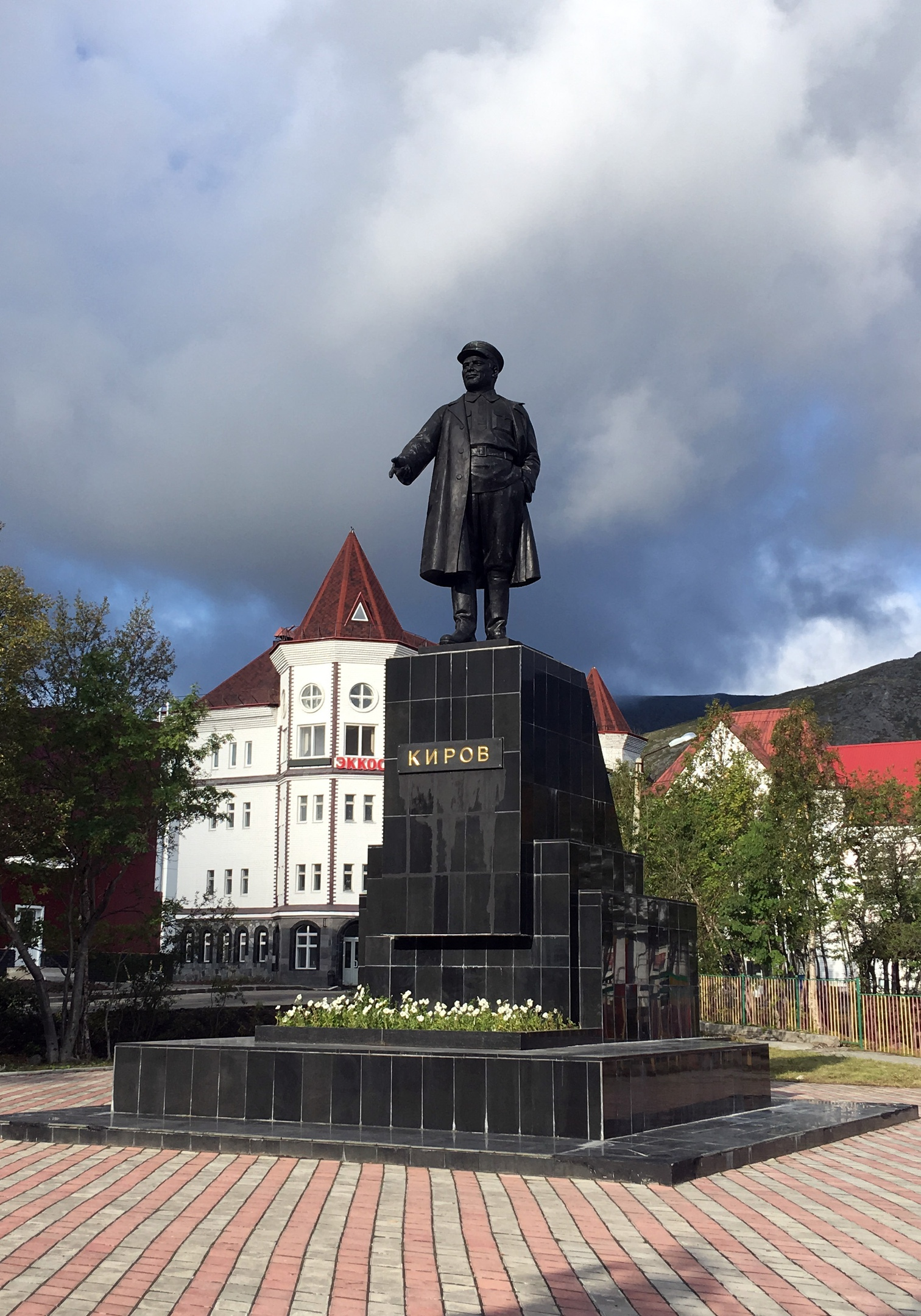
Памятник Кирову

- Скульптура «Лукавый горнячок» — подарок профкома ОАО «Апатит» горожанам к 75-летию города. Выполнена она из бронзы в творческой мастерской «Первая четверть» скульпторами Д. Чеботаревым и О. Сагаконь. Образ горнячка (размером около 1 м) на глыбе апатита — минерала, добыча которого является первопричиной создания города Кировска, установлен у входа на стадион «Горняк»[44].
- Памятник С. М. Кирову — историческая и культурная достопримечательность города, созданный по проекту заслуженного деятеля искусств Белорусской ССР и Украинской ССР — скульптора М. Г. Манизера и архитектора Е. И. Катонина на средства, собранные жителями города. Закладка памятника состоялась 30 декабря 1934 года, а официальное открытие — 30 апреля 1938 года. Бронзовая скульптура изготовлена в 1937 году Ленинградскими бронзолитейными мастерскими[45].
- Памятник В. И. Кондрикову — первому директору треста «Апатит», руководителю Кольстроя и фактическому строителю четырёх городов: Хибиногорска (впоследствии Кировска) и окрестных. Открытие состоялось в 2004 году, за относительно недолгий срок памятник успели переставить, испортить, отреставрировать и установили заново на улице Кондрикова в 2019 году.

## Средства массовой информации

### Телевидение
Телевизионное и радиовещание в г. Кировск обеспечивается эфирными и кабельными операторами. Эфирное телевизионное вещание осуществляет филиал РТРС «Мурманский ОРТПЦ». Вещание аналогового телевидения прекращено 21.10.2019 г. В общественном доступе находятся пакеты эфирного цифрового телевидения (мультиплексы) РТРС-1 (23 ТВК) и РТРС-2 (41 ТВК). Региональные врезки ГТРК Мурман выходят в цифровом пакете РТРС-1 на каналах Россия-1, Россия-24 и Радио России, региональные врезки ТВ-21+ на канале ОТР. Охват цифровым эфирным телевизионным вещанием города обеспечивает объект «Кировск» (г. Кировск, пр. Ленина, 42).
Региональный канал Народное телевидение «Хибины» представлен в кабельных сетях и в сети интернет.
Вещание в кабельных сетях осуществляют операторы: Ростелеком, ООО «Телесеть», ООО «Телекоммуникационные сети „ПЕТРОНЕТ“», ИП Смирнов С. А.

### Радиовещание
- 70,34 УКВ — (Молчит) Радио России / «ГТРК Мурман»
- 100,1 FM — «Серебряный Дождь» (Апатиты)
- 100,7 FM — «Дорожное радио» (Апатиты)
- 101,6 FM — «Русское радио» (Апатиты)
- 102,0 FM — «Радио России» / «ГТРК Мурман»
- 102,5 FM — «Народное радио Хибины»
- 103,1 FM — «Радио Monte-Carlo» (Апатиты)
- 103,5 FM — «Ретро FM»
- 104,2 FM — «Европа Плюс» (Апатиты)
- 105,7 FM — «Авторадио» (Апатиты)
- 106,7 FM — «Радио Рекорд» (Апатиты)
- 107,2 FM — «Love Radio» (Апатиты)

### Печать
К местным печатным СМИ относятся газеты «Кировский рабочий» и «Хибинский вестник»; распространяется множество общероссийских и региональных печатных СМИ.

## Туризм

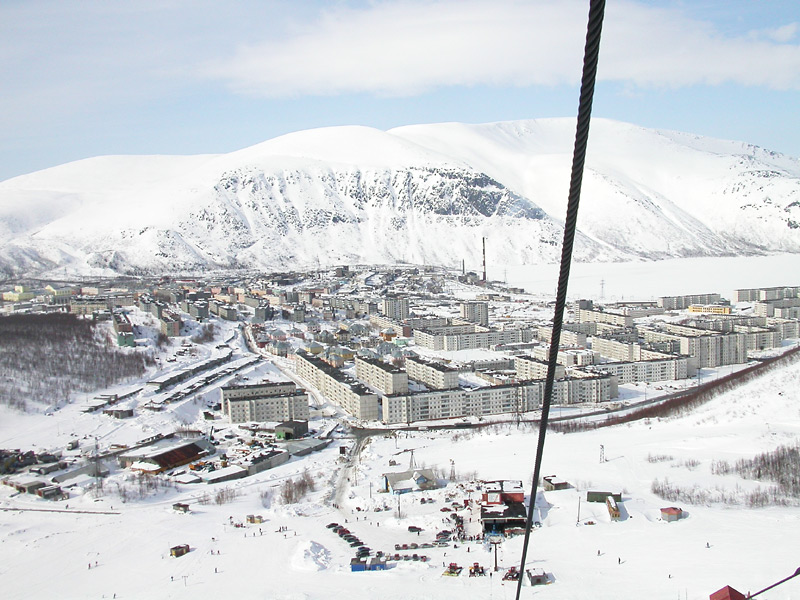
Вид на Кировск с канатно-кресельной дороги

Кировск — один из центров российского горнолыжного спорта. В районе города действует два подготовленных горнолыжных комплекса:
- «Большой Вудъявр» (южный и северные склоны горы Айкуайвенчорр: 5 бугельных подъёмников, кресельный и гондольно-кресельный подъёмник);
- «Кукисвумчорр» (южный склон горы Кукисвумчорр, 3 бугельных подъёмника, беби-лифт, 6 трасс).

В 2014 году открыта гондольно-кресельная канатная дорога на северном склоне горы Айкуайвенчорр.
Также в окрестностях города — перспективное место для фрирайда и бэккантри. Ежегодно на склонах горы Кукисвумчорр проводится этап соревнований по фрирайду Freeride World Qualifier 1* и Открытый Кубок Хибин по фрирайду (Khibiny Open Cup).
Горнолыжный сезон длится с конца ноября по середину мая. В 2016 году благодаря обильным снегопадам сезон длился до середины июня.
Высокий сезон на склонах Кировска в связи с коротким световым днём зимой — с 15 марта по 9 мая. На склонах гор Айкуайвенчорр и Кукисвумчорр с 1937 года традиционно проводятся всесоюзные и республиканские соревнования.
В Хибинах серьёзное развитие получил парапланеризм.
Одним из популярных геологических туристических маршрутов является место с мемориалом ферсмановской Хибинской исследовательской горной станции АН СССР «Тиетта» (1930—1938), сгоревшей во время Второй Мировой войны и впоследствии преобразованной в Кольский филиал АН СССР (ныне Кольский научный центр РАН).

## Известные жители
- В Кировске на протяжении 17 лет жил и учился русский писатель Венедикт Ерофеев.
- Два года в Кировске учился в Горном техникуме на маркшейдера поэт Николай Рубцов.
- В Кировске родился Олег Чиркунов — бывший губернатор Пермского края.
- В Кировске родился Даниил Калачев — чемпион России по фристайлу.
- В Кировске родилась Дарья Серова — чемпионка России по фристайлу.
- В Кировске жил Юрий Каморный — известный советский актёр.
- Почётный житель города — Герой Социалистического Труда, директор комбината (объединения) «Апатит» с января 1964 года по апрель 1983 года Георгий Голованов.
- В Кировске учился Николай Павлович Лавёров — российский ученый, крупнейший специалист в области радиологии, геологии, геохимии месторождений полезных ископаемых, металлогении, глобальной и радио геоэкологии; в 1949 году Н. П. Лавёров окончил Кировский горно-химический техникум.
- В Кировске учился Николай Павлович Юшкин — российский ученый-геолог, признанный в России и за рубежом специалист в области геологии минерально-сырьевых ресурсов, общей, теоретической и прикладной минералогии, металлогении; в 1955 году окончил Кировский горно-химический техникум.

## В кинематографе
Кольский полуостров и город Кировск — один из самых кинематографичных регионов России. Благодаря близости к центру страны и живописным ландшафтам, здесь снимались фильмы, действие которых по сценарию разворачивалось в разных регионах страны и мира. Мурманская область — уникальное место. За короткое время в относительной близости здесь можно снять и море, и пески, и горы, и тундры, и болота, и луга. Невероятной красоты природу можно выдать и за Африку, и за горы Кавказа. Что, собственно, и происходило: здесь снимали и сказки, и фильмы о войне, и документальные фильмы, и комедийные картины.
В Хибинах кино снимали с 1930-х годов. Именно тогда этот край стали называть «Полярным Голливудом». В основном неповторимая «натура» северного региона служила для передачи сюжетов сторонних, с ним никак не связанных. Но снимались здесь и киноленты, местом действия которых стали сами Хибины и люди, которые покоряли ледяную тундру и горы. Одной из таких картин стал фильм «Лавина», посвященный первопроходцам Хибин. Труженикам Хибин посвящен фильм «Факты минувшего дня».
В 2017 году в Кировске прошли съёмки сериала «Мёртвое озеро» (реж. Р. Прыгунов). Съемки проходили у подножья Хибинских гор и на берегу озера Большой Вудъявр. В сериале город Кировск назывался Чангадан.
С 2019 по 2023 год в Кировске проходили съёмки комедийного сериала «Полярный». В нём Кировск представлен как одноимённый с названием сериала город, где по-прежнему царят «лихие девяностые».

### Фильмы
- Семеро смелых (1936)
- Волочаевские дни (1937)
- Комсомольск (1938)
- По щучьему веленью (1938)
- Член правительства (1940)
- В тылу врага (1941)
- Следы на снегу (1955)

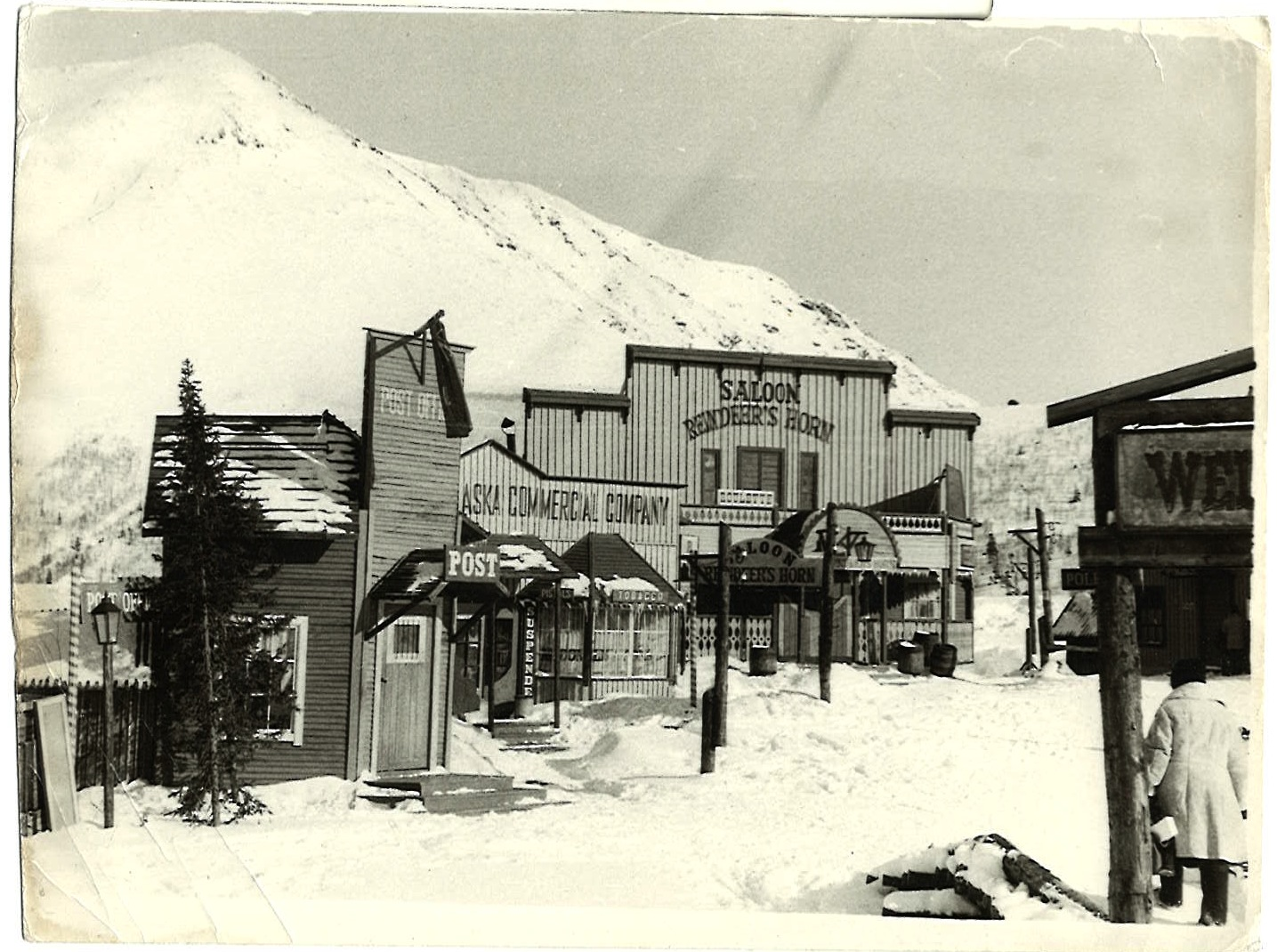
Место съёмки фильма «Смок и Малыш» в Кировске. 1971 год

- Вечера на хуторе близ Диканьки (1961)
- Начальник Чукотки (1966)
- Если ты мужчина… (1971)
- Лавина (1975)
- Смок и Малыш (1975)
- Миг удачи (1977)
- Комиссия по расследованию (1978)
- Последняя охота (1979)
- Линия жизни (1980)
- Факты минувшего дня (1981)
- Город под Полярной звездой (1982)
- Очень верная жена (1992)
- Кукушка (2002)
- Завещание Ленина (2007)
- Тайна перевала Дятлова (2012)
- Левиафан (2014)
- День Сенеки (Литва, 2014)
- Пингвин нашего времени (Германия, 2015)
- Со дна вершины (2016)
- Ледокол (2016)
- Большой (2017)
- Где-то на краю света (2017)
- Мёртвое озеро (2017/2019)
- Полярный (2019, 2021, 2023)
- Молоко (2021)
- Везёт (2021)
- Заполярный вальс (2022)[48]

## Города-побратимы
- Торнио[49]
- Харстад[49]
- Елливаре[49]
- Ньюри[50]